# Gardenia faucicola
Gardenia faucicola är en måreväxtart som beskrevs av Christopher Francis Puttock. Gardenia faucicola ingår i släktet Gardenia och familjen måreväxter. Inga underarter finns listade i Catalogue of Life.